# Kalvön (vid Ekenäs, Raseborg)
Kalvön är en ö i Finland. Den ligger i Finska viken eller Skärgårdshavet och i kommunen Raseborg i den ekonomiska regionen  Raseborg i landskapet Nyland, i den södra delen av landet. Ön ligger omkring 89 kilometer väster om Helsingfors.
Öns area är 9,8 hektar och dess största längd är 0,5 kilometer i sydväst-nordöstlig riktning. Ön höjer sig omkring 30 meter över havsytan. I omgivningarna runt Kalvön växer i huvudsak barrskog.